# David Bosc
David Bosc (Carcassonne, 7 aprile 1973) è uno scrittore francese.

## Biografia
Trascorre l'infanzia a Saint-Rémy e Aix-en-Provence.
Dopo aver frequentato le scuole ad Avignone, ha conseguito il diploma di maturità a Marsiglia, proseguendo poi con gli studi di scienze politiche presso l'Istituto di studi politici di Aix-en-Provence; durante questo periodo ha trascorso un anno a Siena. La sua tesi di laurea è dedicata all'anarchico Georges Darien.
In seguito, ha vissuto a Parigi, Marsiglia e Varsavia, prima di stabilirsi in Svizzera, a Losanna, dove lavora per la casa editrice, Noir sur Blanc. È sposato e padre di due figli.
Nel 2014 ha ricevuto il Prix suisse de littérature per La chiara fontana, romanzo selezionato anche per il Premio Goncourt. Nel 2016 viene insignito del Prix Michel-Dentan grazie al romanzo Mourir et puis sauter sur son cheval.

## Opere

### Romanzi
- Sang lié, Allia, 2005.
- Milo, Allia, 2009.
- La Claire Fontaine, Éditions Verdier, 2013 (in italiano La chiara fontana, Roma, L'orma editore, 2017, traduzione di Camilla Diez, ISBN 9788899793302). Vincitore del Prix Marcel-Aymé 2013, del Prix suisse de littérature 2014 e del Prix Thyde Monnier della SGDL; selezionato per il Premio Goncourt, il Prix Décembre, il Grand prix Jean-Giono e il Prix Valery-Larbaud.
- Mourir et puis sauter sur son cheval, Éditions Verdier, 2016. Vincitore del Prix Michel-Dentan.
- Le Pas de la Demi-Lune, Éditions Verdier, 2022 (in italiano Il passo della Mezza Luna, Roma, L'orma editore, 2024, ISBN 9791254760741).

### Racconti
- Relever les déluges, Éditions Verdier, 2017 (contiene i quattro racconti Farid Imperator, Mirabel, Le grelot e Un onager).
- Dequel oiseau, pubblicato in Nefertiti, monografia dedicata al pittore svizzero Stéphane Zaech, Hirmer Verlag, 2021.

### Saggi
- Georges Darien, Sulliver, 1996.
- Inde Irae, come prefazione a Belluaires & Porchers di Léon Bloy, Sulliver, 1997.
- Ombre portée. Notes sur Louis Aragon et ceux qui l'ont élu, Sulliver, 1999.
- Main morte, nell'opera collettiva Le cadavre bouge encore, éditions Léo Scheer, 2002.
- La fête des cabanes, con le illustrazioni di Philippe Fretz, arte&fiction, 2016.
- Le remuement sans nombre in Zaric, con Erri de Luca, Michel Thévoz, Claude Reichler e Pierre Starobinski), Actes Sud, 2019.
- Giono en habit de naufrage, in Giono (a cura di Emmanuelle Lambert, prefazione di J.-M.G. Le Clezio), Mucem/Gallimard, 2019.
- Il faut un frère cruel au langage, Heroes-Limit, 2020.

### Traduzioni
- Jonathan Swift, Journal de Holyhead, Sulliver, 2002. Ristampa Allia, 2009.
- Jonathan Swift, Correspondance avec le Scriblerus club, Allia, 2005.
- Dino Campana, Les Chants orphiques, Allia, 2006.

### Testi su riviste
- Prédelle d'un retable perdu, Rouge déclic, n. 1, 2010.
- Sydicat d'initiative, Secousse, n. 1, giugno 2010.
- Félix Vallotton, Le Magazine littéraire, n. 538, dicembre 2013.
- Désinvolture, Lexique nomade, Villa Gillet/Le Monde, 2014.
- Ravissement de Dis (prose per Peter Paul Rubens), Bozar, settembre 2014.
- Dans la vie brève et dans les jours sans fin, Assises internationales du roman 2014, Christian Bourgois, coll. Titre, n. 179, 2014.
- Un onagre (racconto), La Couleur des jours, n. 14, primavera 2015.
- Le Grelot (racconto), Décapage, n. 52, primavera 2015.
- Chute d'Icare (su Louis-René des Forêts), Le Matricule des Anges, n. 164, giugno 2015.
- Farid Imperator (racconto breve), L’Humanité, primo settembre 2015.
- Le Royaume (appunti sulla pittura di Pascal Vinardel), La Nouvelle Revue française, Gallimard, luglio 2016.

## Sui suoi libri

### La chiara fontana(2013)
Il romanzo racconta gli ultimi quattro anni di vita di Gustave Courbet durante il suo esilio in Svizzera (1873-1877), a Ginevra, Neuchâtel, Vallese, Vevey, La Tour-de-Peilz. 
Tra lo studio dove Courbet lavora insieme a Cherubino Patà, Rapin, Cornu e i fratelli Ordinaire, per produrre quadri da vendere alla borghesia e la casa di Bon-Port, si susseguono la visita della sorella Juliette, del padre Régis, e dei tanti amici. Ma anche il vino bianco, l'assenzio, la cirrosi, l'idropisia…
Con una lingua limpida, Bosc ci narra dell'ebbrezza del pittore nei confronti della realtà, del suo bisogno di scongiurare l'assurdità del mondo attraverso la pittura.